# World Darts Trophy 2004
De Bavaria World Darts Trophy 2004 was de 3e editie van het internationale dartstoernooi World Darts Trophy, georganiseerd door de BDO, en werd gehouden van 4 september 2004 tot en met 12 september 2004 in de Vechtsebanen te Utrecht.

## Prijzengeld

### Mannen
Het totale prijzengeld bedroeg €172.000 (plus €?) en was als volgt verdeeld:
| Plaats        | Prijzengeld                |
| ------------- | -------------------------- |
| Winnaar       | €45.000                    |
| Runner-up     | €22.500                    |
| Halvefinalist | €11.250                    |
| Kwartfinalist | €6.000                     |
| 2e ronde      | €3.000                     |
| 1e ronde      | €2.000                     |
| 9-darter      | Een auto ter waarde van €? |

Degene met de hoogste check-out (uitgooi) kreeg €2.000:
- 170 - Tony David €2.000

### Vrouwen
Het totale prijzengeld bedroeg €35.500 (plus €?) en was als volgt verdeeld:
| Plaats        | Prijzengeld                |
| ------------- | -------------------------- |
| Winnaar       | €15.000                    |
| Runner-up     | €7.500                     |
| Halvefinalist | €2.500                     |
| Kwartfinalist | €1.750                     |
| 9-darter      | Een auto ter waarde van €? |

Degene met de hoogste check-out (uitgooi) kreeg €1.000:
- onbekend

## Alle wedstrijden

### Mannen

#### Eerste ronde (best of 5 sets)
| Markus Korhonen           | 3 - 2 | André Brantjes        |
| (1) Raymond van Barneveld | 3 - 1 | Peter Hunt            |
| Davy Richardson           | 2 - 3 | Tony Eccles           |
| (8) Darryl Fitton         | 3 - 0 | Albertino Essers      |
| Robert Wagner             | 3 - 2 | Marko Kantele         |
| (5) Tony David            | 3 - 0 | Stephen Bunting       |
| Dick van Dijk             | 0 - 3 | Gary Robson           |
| (4) Ted Hankey            | 3 - 1 | John Walton           |
| Martin Atkins             | 0 - 3 | Shaun Greatbatch      |
| (2) Mervyn King           | 3 - 0 | Dave Routledge        |
| Jarkko Komula             | 2 - 3 | Vincent van der Voort |
| (7) Tony O'Shea           | 3 - 0 | Steve Duke sr.        |
| Co Stompé                 | 3 - 0 | Rick Hofstra          |
| (6) Gary Anderson         | 1 - 3 | Martin Adams          |
| Tomas Seyler              | 3 - 0 | Bob Taylor            |
| (3) Tony West             | 3 - 0 | Mike Veitch           |

#### Tweede ronde (best of 5 sets)
| Markus Korhonen       | 0 - 3 | Raymond van Barneveld (1) |
| Tony Eccles           | 3 - 1 | Darryl Fitton (8)         |
| Robert Wagner         | 2 - 3 | Tony David (5)            |
| Gary Robson           | 2 - 3 | Ted Hankey (4)            |
| Shaun Greatbatch      | 0 - 3 | Mervyn King (2)           |
| Vincent van der Voort | 0 - 3 | Tony O'Shea (7)           |
| Co Stompé             | 1 - 3 | Martin Adams              |
| Tomas Seyler          | 3 - 2 | Tony West (3)             |

#### Kwartfinale (best of 9 sets)
| (1) Raymond van Barneveld | 5 - 0 | Tony Eccles     |
| (5) Tony David            | 5 - 4 | Ted Hankey (4)  |
| (2) Mervyn King           | 5 - 0 | Tony O'Shea (7) |
| Martin Adams              | 5 - 2 | Tomas Seyler    |

#### Halve finale (best of 9 sets)
| (1) Raymond van Barneveld | 5 - 3 | Tony David (5) |
| (2) Mervyn King           | 4 - 5 | Martin Adams   |

#### Finale (best of 11 sets)
| (1) Raymond van Barneveld | 6 - 4 | Martin Adams |

### Vrouwen

#### Kwartfinale (best of 3 sets)
| (1) Trina Gulliver     | 0 - 2 | Anastasia Dobromyslova |
| Karin Krappen          | 0 - 2 | Mieke de Boer          |
| (2) Francis Hoenselaar | 2 - 1 | Jan Robbins            |
| Crissy Manley          | 2 - 0 | Carina Ekberg          |

#### Halve finale (best of 3 sets)
| Anastasia Dobromyslova | 2 - 0 | Mieke de Boer |
| (2) Francis Hoenselaar | 2 - 0 | Crissy Manley |

#### Finale (best of 5 sets)
| Anastasia Dobromyslova | 1 - 3 | Francis Hoenselaar (2) |

2002 ·
2003 ·
2004 ·
2005 ·
2006 ·
2007